# Valbonë (rzeka)

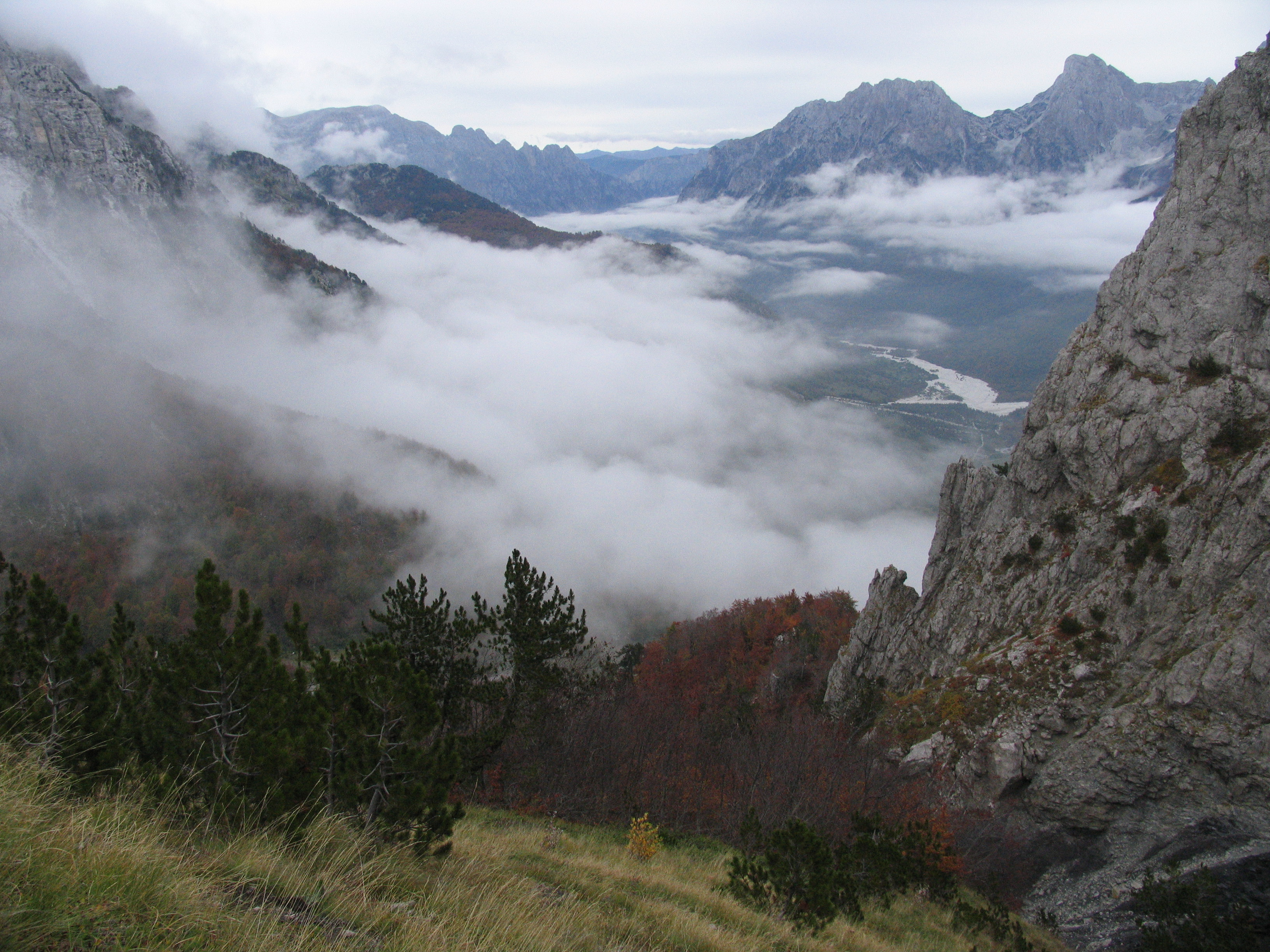
Dolina Valbonë – widok z okolicy źródeł

Valbonë (t. Valbona) – rzeka w północnej Albanii, prawy dopływ Drinu w zlewisku Morza Adriatyckiego. Długość – 50,6 km, powierzchnia zlewni – 657 km², średni przepływ – 33 m³/s.
Krasowe źródła Valbonë znajdują się pod szczytem Maja e Jezercës w albańskiej części gór Gór Północnoalbańskich. Rzeka spływa stamtąd na wschód polodowcową doliną o tej samej nazwie, kończącą się przełomowym wąwozem. Wypływa do doliny Trog, gdzie przecina miasteczko Bajram Curri i przyjmuje największe dopływy Gash i Bistrica. Następnie skręca na południe i koło wsi Fierza uchodzi do sztucznego zbiornika Koman na Drinie.
Valbonë / Valbona to także popularne albańskie imię żeńskie.